# Ilvatesek
Az ilvatesek ókori nép Liguria területén, a mai Montferrat helyén. A második pun háború idején csatlakoztak a lázadó gallokhoz, és bevették Placentiát. Utolsóként hódoltak be a rómaiaknak, Livius tesz említést róluk.